# سان نازاريو
سان نازاريو (بالإيطالية: San Nazario)‏ هي مدينة وبلدية في مقاطعة فشنزة بمنطقة فنيتة، شمال إيطاليا.